# Resolutie 1352 Veiligheidsraad Verenigde Naties
Resolutie 1352 van de Veiligheidsraad van de Verenigde Naties werd op 1 juni 2001 unaniem aangenomen door de VN-Veiligheidsraad.

## Achtergrond
Op 2 augustus 1990 viel Irak zijn zuiderbuur Koeweit binnen en bezette dat land. De Veiligheidsraad veroordeelde de inval onmiddellijk en later kregen de lidstaten carte blanche om Koeweit te bevrijden. Eind februari 1991 was die strijd beslecht en legde Irak zich neer bij alle aangenomen VN-resoluties. In 1995 werd met resolutie 986 het
olie-voor-voedselprogramma in het leven geroepen om met olie-inkomsten humanitaire hulp aan de Iraakse bevolking te betalen.

## Inhoud

### Waarnemingen
Het bleef noodzakelijk de bevolking van Irak van humanitaire hulp te voorzien totdat het land voldeed aan voornamelijk de resoluties 687 uit 1991 en 1284 uit 1999.

### Handelingen
De Raad besloot de provisies van resolutie 1330 (het olie-voor-voedselprogramma met een aantal vastgelegde bedragen) te verlengen tot 3 juli. Hij zou ook nieuwe regelingen voor de verkoop aan Irak invoeren om de handel alsook de controle ervan op te drijven. Die nieuwe regelingen zouden dan ingaan op 4 juli en 190 dagen geleden.

## Verwante resoluties
- Resolutie 1302 Veiligheidsraad Verenigde Naties (2000)
- Resolutie 1330 Veiligheidsraad Verenigde Naties (2000)
- Resolutie 1360 Veiligheidsraad Verenigde Naties
- Resolutie 1382 Veiligheidsraad Verenigde Naties

Lijst ·  1335 ·  1336 ·  1337 ·  1338 ·  1339 ·  1340 ·  1341 ·  1342 ·  1343 ·  1344 ·  1345 ·  1346 ·  1347 ·  1348 ·  1349 ·  1350 ·  1351 ·  1352 ·  1353 ·  1354 ·  1355 ·  1356 ·  1357 ·  1358 ·  1359 ·  1360 ·  1361 ·  1362 ·  1363 ·  1364 ·  1365 ·  1366 ·  1367 ·  1368 ·  1369 ·  1370 ·  1371 ·  1372 ·  1373 ·  1374 ·  1375 ·  1376 ·  1377 ·  1378 ·  1379 ·  1380 ·  1381 ·  1382 ·  1383 ·  1384 ·  1385 ·  1386